# 부천 FC 1995 2014 시즌

## 프리시즌

### 2014 신인드래프트 파문
2014년 12월 신인드래프트에서 부천은 번외 11명 포함 16명을 데리고 오게 된다. 그런데 여기에서 주전급으로 평가를 받고 있던 김덕수, 허건, 이윤의등이 팀에서 나가게되고 번외지명으로 뽑은 선수들에 대하여 서포터측에서 의문을 제기하면서 시작되었다. 그리고 서포터측은 12월 13일 구단에 공개 질의서를 보냈고 다음날 구단은 이에대한 답변을 했지만 논란은 사그라들지 않았고 오히려 곽경근 감독이 대학팀, 내셔널리그 팀들과 유소년, 방출선수간의 선수 주고받기에대한 의혹이 나오게 되었다. 그리고 부천 FC 1995는 12월 30일자로 곽경근 감독에 대한 직무정지를 발표했다. 직무 정지 사유는 곽경근 축구클럽(부천 FC U18팀)에 대한 구단측의 감사 요청과 자료 제출 요구를 거부했기 때문이다. 그리고 1월 6일 구단은 곽경근 감독을 경질하고 전(前)경남 FC감독인 최진한 감독을 선임하였다.

### 허건선수 재계약 모금운동
부천 서포터즈 헤르메스는 위의 드래프트 파동으로 인하여 계약을 하지 못한 허건을 위하여 1월 24일부터 허건선수 재계약 모금운동을 진행하였다. 그리고 4일후 11,257,525원이 모이게 되었고,2월 3일 마감된 금액은 25,797,022원이 되었다. 이 모금된 돈은 구단에게 전달되었으며 허건선수의 재계약에 쓰인다고 한다. 그리고 같은날 허건선수는 극적으로 부천 FC 1995와의 재계약을 성사시켰다.

## 경기결과

### K리그 챌린지
| 라운드 | 경기날짜 | 상대팀      | 장소             | 점수 | 결과 | 득점자                   | 관중  |
| ------ | -------- | ----------- | ---------------- | ---- | ---- | ------------------------ | ----- |
| 1      | 3/23     | 충주 험멜   | 부천종합운동장   | 2:3  | 패   | 호드리고, 강지용         | 5,562 |
| 2      | 3/30     | 광주 FC     | 광주월드컵경기장 | 2:0  | 패   |                          | 4,486 |
| 3      | 4/6      | FC 안양     | 안양종합운동장   | 1:0  | 패   |                          | 1,508 |
| 4      | 4/13     | 강원 FC     | 부천종합운동장   | 2:2  | 무   | 최인창, 박재철           | 1,239 |
| 5      | 4/19     | 수원 FC     | 수원월드컵경기장 | 3:2  | 패   | 김태영, 최인창           | 622   |
| 6      | 4/27     | 대전 시티즌 | 부천종합운동장   | 1:2  | 패   | 호드리고                 | 893   |
| 7      | 7/23     | 안산 경찰청 | 안산와스타디움   | 2:1  | 승   | 강지용, 고보연           | 223   |
| 8      | 5/10     | 고양 Hi FC  | 부천종합운동장   | 1:0  | 승   | 유준영                   | 852   |
| 9      | 5/14     | 대구 FC     | 대구월드컵경기장 | 0:1  | 승   | 강지용                   | 568   |
| 10     | 5/18     | 충주 험멜   | 충주공설운동장   | 0:2  | 승   | 호드리고, 유준영         | 919   |
| 11     | 5/25     | 광주 FC     | 부천종합운동장   | 1:1  | 무   | 호드리고                 | 947   |
| 12     | 6/1      | 강원 FC     | 강릉종합운동장   | 0:2  | 승   | 호드리고, 이제승         | 3,066 |
| 13     | 6/7      | 대전 시티즌 | 대전월드컵경기장 | 1:0  | 패   |                          | 3,818 |
| 14     | 6/14     | 수원 FC     | 부천종합운동장   | 2:3  | 패   | 최인창, 공민현           | 1,151 |
| 15     | 6/23     | 안산 경찰청 | 부천종합운동장   | 3:4  | 패   | 호드리고, 강지용, 공민현 | 331   |
| 16     | 6/28     | 고양 Hi FC  | 고양종합운동장   | 1:0  | 패   |                          | 562   |
| 17     | 7/6      | FC 안양     | 안양종합운동장   | 3:1  | 패   | 호드리고                 | 1,491 |
| 18     | 7/13     | 대구 FC     | 부천종합운동장   | 0:1  | 패   |                          | 908   |
| 19     | 7/19     | 대전 시티즌 | 부천종합운동장   | 1:1  | 무   | 공민현                   | 788   |
| 20     | 7/27     | 광주 FC     | 광주월드컵경기장 | 1:1  | 무   | 박용준                   | 875   |
| 21     | 8/9      | 안산 경찰청 | 안산 와스타디움  | 3:1  | 패   | 호드리고                 | 514   |
| 22     | 8/16     | FC 안양     | 부천종합운동장   | 1:2  | 패   | 호드리고                 | 1,111 |
| 23     | 8/23     | 강원 FC     | 부천종합운동장   | 0:1  | 패   |                          | 751   |
| 24     | 9/1      | 수원 FC     | 수원월드컵경기장 | 1:0  | 패   |                          | 557   |
| 25     | 9/6      | 충주 험멜   | 부천종합운동장   | 0:0  | 무   |                          | 558   |
| 26     | 9/14     | 대구 FC     | 대구월드컵경기장 | 2:0  | 패   |                          | 771   |
| 27     | 9/17     | 고양 Hi FC  | 부천종합운동장   | 0:1  | 패   |                          | 305   |
| 28     | 9/20     | 안산 경찰청 | 부천종합운동장   | 2:2  | 무   | 김륜도, 최인창           | 588   |
| 29     | 9/27     | 강원 FC     | 원주종합운동장   | 2:0  | 패   |                          | 564   |
| 30     | 10/4     | 대구 FC     | 부천종합운동장   | 0:1  | 패   |                          | 377   |
| 31     | 10/11    | 고양 Hi FC  | 고양종합운동장   | 0:0  | 무   |                          | 488   |
| 32     | 10/19    | 수원 FC     | 부천종합운동장   | 2:2  | 무   | 공민현, 강지용           | 648   |
| 33     | 10/25    | FC 안양     | 안양종합운동장   | 1:2  | 승   | 호드리고(2골)            | 942   |
| 34     | 11/1     | 대전 시티즌 | 한밭종합운동장   | 1:0  | 패   |                          | 1,462 |
| 35     | 11/8     | 광주 FC     | 부천종합운동장   | 2:0  | 패   |                          | 857   |
| 36     | 11/16    | 충주 험멜   | 충주공설운동장   | 1:1  | 무   | 유준영                   | 928   |

## 선수단

### 현재 선수 명단
2014년 7월 31일 기준

참고: FIFA 자격 규정에 따라 소속된 국가대표팀 국기를 표시합니다. 선수는 복수의 FIFA 비회원국 국적을 가지고 있을 수 있습니다.
| 번호 | 포지션 | 국적 | 이름            |
| ---- | ------ | ---- | --------------- |
| 2    | MF     |      | 석동우          |
| 3    | DF     |      | 박종오          |
| 4    | DF     |      | 안일주          |
| 5    | DF     |      | 박재홍          |
| 6    | DF     |      | 강지용          |
| 7    | MF     |      | 박정훈          |
| 9    | FW     |      | 공민현          |
| 11   | FW     |      | 호드리구 파라냐 |
| 13   | MF     |      | 주일태          |
| 14   | MF     |      | 한종우          |
| 15   | DF     |      | 전광환          |
| 16   | MF     |      | 허건            |
| 17   | DF     |      | 이희찬          |
| 18   | FW     |      | 최인창          |
| 19   | MF     |      | 유준영          |
| 20   | DF     |      | 김륜도          |
| 21   | DF     |      | 정주일          |
| 22   | DF     |      | 유대현          |
| 23   | DF     |      | 오재혁          |

| 번호 | 포지션 | 국적 | 이름                   |
| ---- | ------ | ---- | ---------------------- |
| 24   | FW     |      | 이경수                 |
| 25   | FW     |      | 곽래승                 |
| 26   | FW     |      | 최낙민                 |
| 27   | DF     |      | 이제승                 |
| 28   | MF     |      | 김태영                 |
| 29   | MF     |      | 고보연                 |
| 30   | DF     |      | 신호은                 |
| 31   | GK     |      | 이희현                 |
| 32   | MF     |      | 박경완                 |
| 33   | GK     |      | 강훈                   |
| 34   | MF     |      | 박재철                 |
| 35   | MF     |      | 박성준                 |
| 37   | DF     |      | 한상현                 |
| 39   | MF     |      | 박용준 (수원에서 임대) |
| 40   | GK     |      | 하강진                 |
| 55   | DF     |      | 정홍연                 |

### 임대 및 군 복무 선수
2014년 1월 22일 기준

참고: FIFA 자격 규정에 따라 소속된 국가대표팀 국기를 표시합니다. 선수는 복수의 FIFA 비회원국 국적을 가지고 있을 수 있습니다.
| 번호 | 포지션 | 국적 | 이름                               |
| ---- | ------ | ---- | ---------------------------------- |
| —    | MF     |      | 송원재 (상주 상무에서 군복무 중)   |
| —    | MF     |      | 이후권 (상주 상무에서 군복무 중)   |
| —    | FW     |      | 김신철 (안산 경찰청에서 군복무 중) |
| —    | MF     |      | 이창민 (경남 FC로 임대 중)         |

### 코치진
| 직위          | 이름   | 비고 |
| ------------- | ------ | ---- |
| 감독          | 최진한 |      |
| 수석 코치     | 송선호 |      |
| 코치          | 김현재 |      |
| 골키퍼 코치   | 유진회 |      |
| 피지컬 코치   | 공석   |      |
| 의무 트레이너 | 김성진 |      |

## 선수이동

### IN
| # | 이름     | 포지션 | 이전구단           | 이적유형     | 이적시기      | 계약기간               | 이적료 | 비고 |
| - | -------- | ------ | ------------------ | ------------ | ------------- | ---------------------- | ------ | ---- |
| 1 | 정홍연   | DF     | 전남 드래곤즈      | 자유 계약    | 겨울 이적시장 |                        | N/A    |      |
| 2 | 호드리고 | FW     | 상 벤투            | 완전 이적    | 겨울 이적시장 | 2014.01.01-2015.12.31. | N/A    |      |
| 3 | 강지용   | DF     | 경주시민축구단     | 자유 계약    | 겨울 이적시장 |                        | N/A    |      |
| 4 | 경재윤   | MF     | 고양 Hi FC         | 방출 후 입단 | 겨울 이적시장 |                        | N/A    |      |
| 5 | 박용준   | MF     | 수원 삼성 블루윙즈 | 임대         | 겨울 이적시장 |                        | N/A    |      |

#### 드래프트
| #  | 이름   | 포지션 | 이전구단     | 지명유형        | 비고 |
| -- | ------ | ------ | ------------ | --------------- | ---- |
| 1  | 박종오 | DF     | 한양대학교   | 자유계약        |      |
| 2  | 이창민 | MF     | 중앙대학교   | 자유계약        |      |
| 3  | 김륜도 | DF     | 광운대학교   | 일반지명(2순위) |      |
| 4  | 강훈   | GK     | 광운대학교   | 일반지명(3순위) |      |
| 5  | 석동우 | MF     | 용인대학교   | 일반지명(4순위) |      |
| 6  | 최진석 | MF     | 김해시청     | 일반지명(5순위) |      |
| 7  | 곽래승 | FW     | 천안시청     | 일반지명(6순위) |      |
| 8  | 이제승 | DF     | 청주대학교   | 번외지명        |      |
| 9  | 고보연 | MF     | 아주대학교   | 번외지명        |      |
| 10 | 유대현 | DF     | 도치기 SC    | 번외지명        |      |
| 11 | 박재철 | MF     | 용인시청     | 번외지명        |      |
| 12 | 이경수 | FW     | 수원대학교   | 번외지명        |      |
| 13 | 이희현 | GK     | 천안시청     | 번외지명        |      |
| 14 | 박성준 | MF     | 전주대학교   | 번외지명        |      |
| 15 | 신호은 | DF     | 영남대학교   | 번외지명        |      |
| 16 | 홍요셉 | MF     | 천안시청     | 번외지명        |      |
| 17 | 박경완 | MF     | 경주 한수원  | 번외지명        |      |
| 18 | 한상현 | DF     | 성균관대학교 | 번외지명        |      |

(1) 우선지명 : 각 구단 유소년 클럽 출신 선수들에 대해 4명까지 우선 지명

(2) 일반지명 : 1순위에서 6순위까지 추첨순서에서 의해서 지명하며 유소년클럽 출신에 대한
000우선지명이 3순위 지명권에 해당되며 구단 사정에 따라 지명권을 행사 안 할 수 있음 

(3) 번외지명 : 6순위까지 끝나고 번외로 다시 6순위까지 선수 지명

(4) 추가지명 : 드래프트에서 미선발된 선수들에 한하여 2월말까지 구단 자율적으로 지명
- (대) 표기는 드래프트에 참여하여 선발은 되었지만 당해 연도에 입단하지 않고 대학 진학 후 입단하는 선수를 의미한다.
- (대후) 표기는 드래프트에 기 선발된 후 대학에 진학하여 중퇴 및 졸업 후 당해 연도에 입단하는 선수를 의미한다.

### OUT
| # | 이름   | 포지션 | 이적구단        | 이적유형  | 이적시기      | 계약기간 | 이적료 | 비고 |
| - | ------ | ------ | --------------- | --------- | ------------- | -------- | ------ | ---- |
| 1 | 임창균 | MF     | 경남 FC         | 완전 이적 | 겨울 이적시장 |          | 1.5억  |      |
| 2 | 김지웅 | MF     | 성남 FC         | 임대 복귀 | 겨울 이적시장 |          |        |      |
| 3 | 김경민 | DF     | 인천 유나이티드 | 임대 복귀 | 겨울 이적시장 |          |        |      |
| 4 | 김민호 | MF     | 경주 한수원     | 자유 계약 | 겨울 이적시장 |          |        |      |
| 5 | 안영진 | DF     | 천안시청        | 자유 계약 | 겨울 이적시장 |          |        |      |
| 6 | 서동욱 | FW     | 김해시청        | 자유 계약 | 겨울 이적시장 |          |        |      |
| 7 | 이진재 | FW     | 부산 교통공사   | 자유 계약 | 겨울 이적시장 |          |        |      |

#### 군입대,임대
| # | 이름   | 포지션 | 임대구단         | 이적시기      | 임대기간 | 임대료 | 비고 |
| - | ------ | ------ | ---------------- | ------------- | -------- | ------ | ---- |
| 1 | 이후권 | MF     | 상주 상무        | 겨울 이적시장 | 21개월   | N/A    |      |
| 2 | 김신철 | MF     | 안산 경찰 축구단 | 겨울 이적시장 | 21개월   | N/A    |      |
| 3 | 이창민 | MF     | 경남 FC          | 겨울 이적시장 | 12개월   | N/A    |      |

## 같이 보기
- 부천 FC 1995